# Виллар-э-Вильнот
Вилла́р-э-Вильно́т (фр. Villars-et-Villenotte) — коммуна во Франции, находится в регионе Бургундия. Департамент коммуны — Кот-д’Ор. Входит в состав кантона Семюр-ан-Осуа. Округ коммуны — Монбар.
Код INSEE коммуны — 21689.

## Население
Население коммуны на 2010 год составляло 156 человек.
| 1962 | 1968 | 1975 | 1982 | 1990 | 1999 | 2010 |
| ---- | ---- | ---- | ---- | ---- | ---- | ---- |
| 89   | 73   | 78   | 89   | 137  | 161  | 156  |

## Экономика
В 2010 году среди 110 человек трудоспособного возраста (15—64 лет) 82 были экономически активными, 28 — неактивными (показатель активности — 74,5 %, в 1999 году было 74,5 %). Из 82 активных жителей работали 78 человек (41 мужчина и 37 женщин), безработных было 4 (2 мужчин и 2 женщины). Среди 28 неактивных 11 человек были учениками или студентами, 9 — пенсионерами, 8 были неактивными по другим причинам.